# Пьесы о борьбе за женские избирательные права

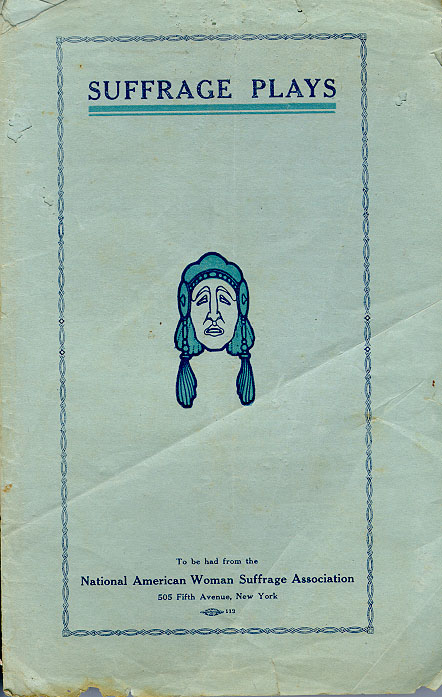
Брошюра NAWSA с возможностью заказа пьес на тему женского избирательного права.

Пьесы о борьбе за женские избирательные права (пьесы суфражисток, театр суфражисток) — форма драматической литературы, возникшая во время британского женского движения за избирательное право в начале XX века. Выступления суфражисток продолжались примерно с 1907 по 1914 год. Во многих пьесах, посвящённых избирательному праву, предполагался преимущественно или полностью женский актёрский состав. Пьесы жанра раскрывали проблемы, стоящих за суфражистским движением. Также они подчёркивали многочисленные двойные стандарты, с которыми женщины сталкиваются ежедневно. Театр суфражисток был формой реалистического театра, на который оказали влияние пьесы Генрика Ибсена. В рамках жанра на сцене сочетались повседневные ситуации с узнаваемыми персонажами в стиле реалистического театра.

## Пьесы в поддержку женского избирательного права
Драмы в поддержку женского избирательного права часто изображают сильных женских персонажей, которые демонстрируют качества рациональных, информированных избирателей. Они призваны подчеркнуть, что гендерные стереотипы, оправдывающих лишение женщин права голоса — устаревшие и неточные. Подобные сильные героини часто убеждают людей, выступающих против суфражисток, пересмотреть свои убеждения и поддержать женское избирательное право. Другие пьесы высмеивают антисуфражистов как клоунов, ограниченных людей, выступающих против прогресса. Во многих пьесах намеренно не требовалось большого количества реквизита и декораций для того, чтобы позволить любительским театральным труппам ставить драмы с минимальными затратами, а значит, показывать их более широко и распространять настроения в поддержку избирательного права. Из-за низкой стоимости организации представления пьесы о суфражистках часто ставились в гостиных частных домов и в небольших профессиональных театрах.

### Великобритания
Во время движения за избирательное право в Соединённом Королевстве было опубликовано восемнадцать коротких пьес, которые были названы женской суфражистской драмой, но они — лишь доля от многочисленных известных сейчас пьес на темы избирательного права. В «Хронологии пьес, затрагивающих или поддерживающих вопросы избирательного права 1907—1914 гг.» Сьюзан Крофт перечислено 170 пьес, и этот список дополняется в Интернете пьесами, найденными уже после публикации. Два основных примера пьес о суфражистках — «Голоса для женщин» Элизабет Робинс и «Как был завоёван голос» Сесили Гамильтон и Кристофера Сент-Джона. «Голоса для женщин» Элизабет Робинс — одна из первых опубликованных пьес о женском избирательном праве. Она была поставлена в 1907 году в лондонском театре Court. Джули Холледж, британская актриса и режиссёр, писала, что драма Votes for Women «возвестила о начале театра суфражисток» и помогла организовать актрис, "их участие в движении за права женщин и их недовольство мужским доминированием в театре, эти женщины начали развивать драму, которая могла бы выразить реальность женской жизни… С возникновением массового движения за избирательное право в эдвардианскую эпоху более тысячи актрис были втянуты в борьбу за право голоса для женщин. Из их борьбы родилось первое «женское театральное движение двадцатого века».
Персонажи пьес — реалистичные представители среднего класса, борющиеся за или против женского избирательного права. Женские персонажи в пьесах часто беседуют друг с другом о движении за избирательное право и часто нарушают границы между классами. Пьесы о суфражистках в 1908 году привели к созданию Лиги избирательных прав актрис, которая «обеспечила инфраструктуру для содействия женским начинаниям в широких масштабах».
Суфражистки использовали пьесы для изменения общественных установок. Посещение спектакля было социальным и общественным событием, поэтому их послание достигло большой аудитории за короткий промежуток времени. Некоторые суфражистки сказали бы, что «изменение в законодательстве было приписано постановке одной пьесы».
Театр сыграл решающую роль в движении за женское избирательное право в Соединённом Королевстве. Выступающие за избирательное право организации, такие как Actresses' Franchise League и Edith Craig’s Pioneer Players, объединились с другими политическими объединениями, такими как Национальное общество за избирательное право женщин, чтобы проводить агитацию за право голоса с помощью драматических представлений и лекций. Вступать в Actresses' Franchise League разрешалось только актрисам, но организация обещала «помогать всем другим [женским избирательным] лигам там, где это возможно», создавая и исполняя «пропагандистские пьесы» и проводя познавательные лекции на эту тему. Соединённое Королевство было родиной многих ведущих драматургов-суфражистов, включая Сесили Гамильтон (автора Diana of Dobson’s), Джорджа Бернарда Шоу (Press Cuttings), Беатрис Харраден (Lady Geraldine’s Speech) и Бесси Хаттон (Before Sunrise). В Великобритании и поныне продолжается написание и постановка связанных с женским избирательным правом пьес, например, Woman Яна Флинта (2003), Her Naked Skin Ребекки Ленкевич (2008) и The Sound of Breaking Glass Салли Шерингем (2009).
Британские организации и журналы, выступающие за избирательные права, также проявили интерес к положению женщин в Индии. Выступления суфражисток в Великобритании включали живые картины на площади Слоун с участием индийских женщин, а Votes for Women рецензировал пьесы, такие как «Читра» Тагора.

### Америка

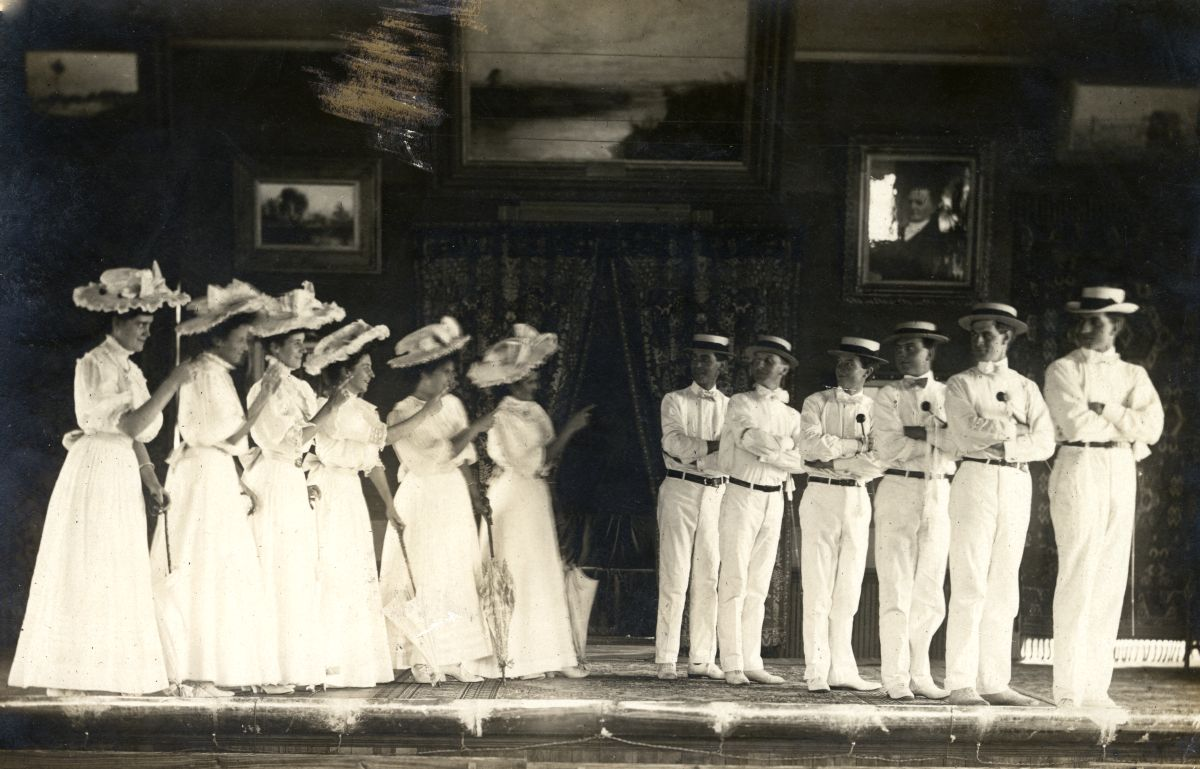
Актрисы и актёры спектакля «Женщины, женщины, женщины, суфражистки, да» (Women, Women, Women, Suffragettes, Yes), поставленного в 1900 году труппой Koreshan Unity

Хотя многие драмы на тему избирательного права были написаны британскими авторами и драматургами, в общий корпус пьес в поддержку избирательного права внесли свой вклад и некоторые американцы. Многие из них были хорошо известны сами по себе: Шарлотта Перкинс Гилман — автор недавно переизданных книг «Три женщины», «За что голосовать», «Непрекращающаяся борьба полов: драматический взгляд», а суфражистка и корреспондентка времён Первой мировой войны Инес Милхолланд написала книгу «Если бы женщины голосовали». Такие организации, как Национальная американская ассоциация за избирательное право женщин, рассматривали театр как эффективный способ распространения суфражистских настроений и предоставляли драмы на эту тему для профессиональных и любительских театров. В число американцев, внёсших свой вклад в суфражистскую драматургию — Мириам Николсон, Элизабет Гербердинг, Салина Соломон и миссис Чарльз Каффин. Хотя официально движение суфражистской драмы зародилось лишь в начале XX века, уже к концу XIX века были опубликованы схожие по жанру пьесы, например, Lords of Creation Эллы Чивер Тейер. К сожалению, многие из распространявшихся NAWSA драм суфражистского права были утеряны, и единственные доказательства их существования — найденные брошюры, с помощью которых их можно было заказывать.

## Антиизбирательные пьесы
Некоторые из самых ранних пьес, затрагивающих вопрос женского избирательного права, были написаны в противовес расширению права голоса. Эти пьесы высмеивали идею пересмотренных (более равных) гендерных ролей, изображая женщин неспособными, в отличие от мужчин, оказывать влияние, или характеризуя суфражисток как «неженственных» и гротескных. Распространённость и популярность этих антисуфражистских пьес мало исследованы.
Один из примечательных примеров, сначала ставившийся в любительских салонах, а затем широко популярный в Соединённых Штатах — The Spirit of Seventy-Six; or, The Coming Woman, A Prophetic Drama (1868) Арианы Рэндольф Уормели Кертис и Дэниела Сарджента Кертиса. Пьеса была написана после Гражданской войны, когда многие аболиционисты начали переключать свое внимание на другие социальные проблемы, такие как женское избирательное право. Она создана как абсурдистская фантазия, демонстрирующая, какой была бы жизнь, если бы женщины и мужчины поменялись гендерными ролями. Например, женщины в пьесе носят мужскую одежду, курят сигары и занимают все политические должности, в то время как мужчины с трудом справляются с воспитанием детей дома. В пьесе подразумевается, что от предоставления избирательных прав все женщины станут кошмарно маскулинными, и предполагается, что радикальные активисты избирательного права ведут кампанию, чтобы «скрыть свою собственную нежелательность или некомпетентность».